# Khairul Idham Pawi
Khairul Idham Pawi (Kampung Gajah, Perak, Malasia, 20 de septiembre de 1998) es un expiloto de motociclismo malayo que participó en las categorías de Moto3 y Moto2 con el Petronas Sprinta Racing.

## Biografía
Hizo su debut mundialista como wildcard en el Gran Premio de Aragón de 2015, ingresó con el Honda Team Asia montando una Honda, terminó la carrera en el puesto 25.º.
En 2016, Pawi hizo su debut a tiempo completo en el Campeonato Mundial de Moto3 con el mismo equipo y la misma moto que su compañero el japonés Hiroki Ono. Pawi ganó el segundo Gran Premio de la temporada en una carrera sobre mojado en Argentina.
Más tarde en la temporada en el Gran Premio de Alemania, Pawi clasificó en el vigésimo lugar en la parrilla, pero después de haberse establecido como especialista sobre mojado, llegó al liderato luego de solo seis vueltas. Se llevó la victoria por más de 11 segundos sobre Andrea Locatelli, llevándose además la vuelta rápida en carrera.

## Resultados en el Campeonato del Mundo
Sistema de puntuación de 1993 hasta 2022:
| Posición | 1.º | 2.º | 3.º | 4.º | 5.º | 6.º | 7.º | 8.º | 9.º | 10.º | 11.º | 12.º | 13.º | 14.º | 15.º |
| Puntos   | 25  | 20  | 16  | 13  | 11  | 10  | 9   | 8   | 7   | 6    | 5    | 4    | 3    | 2    | 1    |

### Por temporada
| Temp.   | Cat.  | Moto  | Equipo                   | N.º | Carreras | Victorias | Podios | Poles | V.Ráp. | Pts. | Pos. |
| ------- | ----- | ----- | ------------------------ | --- | -------- | --------- | ------ | ----- | ------ | ---- | ---- |
| 2015    | Moto3 | Honda | Honda Team Asia          | 89  | 1        | 0         | 0      | 0     | 0      | 0    | NC   |
| 2016    | Moto3 | Honda | Honda Team Asia          | 89  | 18       | 2         | 2      | 0     | 1      | 62   | 19.º |
| 2017    | Moto2 | Kalex | Idemitsu Honda Team Asia | 89  | 18       | 0         | 0      | 0     | 0      | 10   | 27.º |
| 2018    | Moto2 | Kalex | Idemitsu Honda Team Asia | 89  | 18       | 0         | 0      | 0     | 0      | 1    | 30.º |
| 2019    | Moto2 | Kalex | Petronas Sprinta Racing  | 89  | 3        | 0         | 0      | 0     | 0      | 3    | 30.º |
| 2020    | Moto3 | Honda | Petronas Sprinta Racing  | 89  | 10       | 0         | 0      | 0     | 0      | 0    | NC   |
| Total   |       |       |                          |     | 68       | 2         | 2      | 0     | 1      | 76   |      |
| Fuente: |       |       |                          |     |          |           |        |       |        |      |      |

### Por categoría
| Categoría | Temporada       | 1.º Gran Premio | 1.º Podio      | 1.º Victoria   | Carreras | Victorias | Podios | Poles | VR | Pts. | CM |
| --------- | --------------- | --------------- | -------------- | -------------- | -------- | --------- | ------ | ----- | -- | ---- | -- |
| Moto3     | 2015-2016, 2020 | Aragón 2015     | Argentina 2016 | Argentina 2016 | 29       | 2         | 2      | 0     | 1  | 62   | 0  |
| Moto2     | 2017-2019       | Catar 2017      |                |                | 39       | 0         | 0      | 0     | 0  | 14   | 0  |

### Carreras por año
(Carreras en negrita indica pole position, carreras en cursiva indica vuelta rápida)
| Año  | Cat.  | Moto  | 1      | 2      | 3      | 4       | 5       | 6       | 7       | 8       | 9      | 10     | 11      | 12     | 13     | 14      | 15     | 16      | 17      | 18     | 19      | 20 | Pos. | Pts. |
| ---- | ----- | ----- | ------ | ------ | ------ | ------- | ------- | ------- | ------- | ------- | ------ | ------ | ------- | ------ | ------ | ------- | ------ | ------- | ------- | ------ | ------- | -- | ---- | ---- |
| 2015 | Moto3 | Honda | QAT    | AME    | ARG    | SPA     | FRA     | ITA     | CAT     | NED     | GER    | IND    | CZE     | GBR    | RSM    | ARA 25  | JPN    | AUS     | MAL     | VAL    |         |    | NC   | 0    |
| 2016 | Moto3 | Honda | QAT 22 | ARG 1  | AME 20 | SPA 14  | FRA 14  | ITA Ret | CAT Ret | NED Ret | GER 1  | AUT 27 | CZE Ret | GBR 22 | RSM 22 | ARA 22  | JPN 19 | AUS Ret | MAL 8   | VAL 25 |         |    | 19.º | 62   |
| 2017 | Moto2 | Kalex | QAT 28 | ARG 24 | AME 25 | SPA Ret | FRA 22  | ITA 26  | CAT 25  | NED 26  | GER 20 | CZE 14 | AUT 17  | GBR 28 | RSM 8  | ARA Ret | JPN 23 | AUS 21  | MAL Ret | VAL 25 |         |    | 27.º | 10   |
| 2018 | Moto2 | Kalex | QAT 23 | ARG 24 | AME 25 | SPA 18  | FRA 15  | ITA 18  | CAT 19  | NED 19  | GER 17 | CZE 20 | AUT 16  | GBR C  | RSM 22 | ARA 27  | THA 21 | JPN 22  | AUS 16  | MAL 17 | VAL Ret |    | 30.º | 1    |
| 2019 | Moto2 | Kalex | QAT 17 | ARG 13 | AME 17 | SPA DNS | FRA     | ITA     | CAT     | NED     | GER    | CZE WD | AUT     | GBR    | RSM    | ARA     | THA    | JPN     | AUS     | MAL    | VAL     |    | 30.º | 3    |
| 2020 | Moto3 | Honda | QAT 26 | SPA 22 | AND 20 | CZE 22  | AUT DNS | EST     | RSM 21  | ERM 24  | CAT 24 | FRA 19 | ARA 27  | TER 27 | EUR    | VAL     | POR    |         |         |        |         |    | 32.º | 0    |